# Pseudomops nigrimaculis
Pseudomops nigrimaculis es una especie de cucaracha del género Pseudomops, familia Ectobiidae. Fue descrita científicamente por Fisk en 1977.
Habita en México.